# Vaggeryd (comuna)
Vaggeryd (em sueco: Vaggeryds kommun) é uma comuna da Suécia localizada no condado de Jönköping. Sua capital é a cidade de Vaggeryd. Possui 825 quilômetros quadrados e segundo censo de 2018, havia 13 980 habitantes.

## Localidades principais
Localidades com mais população da comuna:
| # | Localidade   | População |
| - | ------------ | --------- |
| 1 | Vaggeryd     | 5 390     |
| 2 | Skillingaryd | 4 059     |